# Marcel Coraș
Marcel Coraș (Arad, Rumania, 14 de mayo de 1959) es un exfutbolista y entrenador de fútbol de Rumania que jugaba en la posición de delantero centro.

## Carrera

### Club
| Periodo   | Club                  |
| --------- | --------------------- |
| 1976      | UTA Arad              |
| 1976-1977 | Rapid Arad            |
| 1977-1979 | UTA Arad              |
| 1979–1981 | FC Politehnica Iași   |
| 1981–1983 | UTA Arad              |
| 1983–1988 | Sportul Studențesc    |
| 1988–1990 | Victoria București    |
| 1990      | Sportul Studențesc    |
| 1990–1991 | Panionios de Atenas   |
| 1991–1992 | Sportul Studențesc    |
| 1992–1993 | FC Aurillac           |
| 1993      | FC Universitatea Cluj |
| 1994      | UTA Arad              |
| 1995      | Motorul Arad          |

### Selección nacional
Coraș debutó con Rumania cuando era miembro del UTA Arad de la Liga II con el entrenador Mircea Lucescu entrando de cambio al minuto 75 reemplazando a Marin Radu el 17 de noviembre de 1982 en la derrota por 1-4 en un partido amistoso ante Alemania Democrática Su primer gol internacional lo anotó el 8 de noviembre de 1983 en el empate 1–1 ante Israel en un partido amistoso en Tel Aviv.
Lucescu lo usó en los tres partidos de la Eurocopa 1984 con solo 19 años.
Luego jugó en seis partidos de la clasificación de UEFA para la Copa Mundial de Fútbol de 1986 donde anotó en la victoria por 3–1 de visita ante Turquía. Su último partido internacional con The Tricolours fue el 30 de marzo de 1988 en el empate 3–3 en un partidos amistoso ante Alemania Democrática. Jugó 36 partidos internacional y anotó seis goles.
Por jugar en la Eurocopa 1984 Coraș fue condecorado por el entonces presidente de Rumania Traian Băsescu el 25 de marzo de 2008 con la Medalla al Mérito Deportivo de tercera clase.
| Gol | Fecha                   | Sede                                        | Rival            | Marcador | Resultado | Torneo                    |
| --- | ----------------------- | ------------------------------------------- | ---------------- | -------- | --------- | ------------------------- |
| 1   | 8 de noviembre de 1983  | Bloomfield Stadium, Tel Aviv, Israel        | Israel           | 1–1      | 1–1       | Amistoso                  |
| 2   | 7 de marzo de 1984      | Stadionul Central, Craiova, Rumania         | Grecia           | 1–0      | 2–0       | Amistoso                  |
| 3   | 17 de junio de 1984     | Stade Bollaert-Delelis, Lens, Francia       | Alemania Federal | 1–1      | 2–1       | Euro 1984                 |
| 4   | 13 de noviembre de 1985 | Atatürk Stadium, İzmir, Turquía             | Turquía          | 2–0      | 3–1       | 1986 World Cup qualifiers |
| 5   | 28 de febrero de 1986   | Al-Iskandarīyah Stadium, Alejandría, Egipto | Egipto           | 1–0      | 2–2       | Amistoso                  |
| 6   | 6 de febrero de 1988    | Kiryat Eliezer Stadium, Haifa, Israel       | Polonia          | 1–0      | 2–2       | Amistoso                  |

### Entrenador
| Periodo   | Club               |
| --------- | ------------------ |
| 1996      | UTA Arad           |
| 1997      | FC Baia Mare       |
| 1998-1999 | FC Bihor Oradea    |
| 2000–2002 | Astra Trinity Arad |
| 2002–2004 | ACU Arad           |
| 2005      | UTA Arad           |
| 2006      | UTA Arad           |

## Logros

### Club
- Divizia B: 1980–81

### Individual
- Goleador de la Divizia A: 1983–84 (18 goles).
- Bota de Plata: 1988–89